# Eskola (Kotka)
Pour les articles homonymes, voir Eskola.
Eskola est un quartier de Kotka en Finlande.

## Présentation
Eskola se trouve au nord de l'église de Kymi et du parc de l'église d'Helilä. 
La zone résidentielle d'Eskola se caractérise par de vastes champs vallonnés.
Au nord, le quartier d'Eskola est bordé par Korkeakoski, à l'ouest par le bras Korkeakoskenhaara du Kymijoki, et à l'est par Ristinkallio.
La zone résidentiele d'Eskola se compose de groupes de bâtiments d'âges différents, d'anciennes maisons rurales centenaires, aux immeubles résidentiels Alahovi et de maisons mitoyennes d'Eskola  principalement construites dans les années 1970.

## Transports
Depuis la gare de Kymi, le train transporte jusqu'à Kotkansaari en 10 minutes et jusqu'à Kouvola en une demi-heure.
Le seul chemin de fer privé de Finlande, le chemin de fer Karhula–Sunila, passe par Eskola.
Depuis la partie ouest d'Eskola, il existe des liaisons de transport locales vers Kotkansaari et Karhula, et en semaine vers Laajakoski depuis les arrêts de Karhulantie. 
De la partie est, il y a des bus vers Karhula depuis les arrêts de Hurukselantie en semaine, ainsi que des liaisons de bus longue distance via Huruksela vers Inkeroinen à Kouvola.